# اچ‌ام‌اس فرت (۱۹۸۲)
اچ‌ام‌اس فرت (۱۹۸۲) (به انگلیسی: HMS Ferret (shore establishment 1982)) یک کشتی است.